# Smiling Fish
Der Smiling Fish ist ein offenes internationales Badmintonturnier in Thailand. Bei den Titelkämpfen werden Punkte für die Badminton-Weltrangliste vergeben. Neben den Thailand Open ist der Smiling Fish das bedeutendste internationale Badmintonturnier von Thailand. Namensgeber für das Turnier ist eine thailändische Lebensmittelfirma, an deren Hauptstandort in Trang die Wettkämpfe auch stattfinden. Das Turnier ist auch als Thailand Satellite bekannt.

## Turniersieger
| Jahr      | Herreneinzel             | Dameneinzel              | Herrendoppel                                              | Damendoppel                                        | Mixed                                             |
| --------- | ------------------------ | ------------------------ | --------------------------------------------------------- | -------------------------------------------------- | ------------------------------------------------- |
| 1998      | Anupap Thiraratsakul     | Hui Li                   | Kitipon Kitikul Tesana Panvisavas                         | Hui Li Lina Kong                                   | Tesana Panvisavas Saralee Thungthongkam           |
| 1999      | Yap Yong Jyen            | Liu Zhen                 | Patapol Ngernsrisuk Sudket Prapakamol                     | Cai Liying Dai Xiaoyan                             | Anurak Thiraratsakul Methinee Narawirawuth        |
| 2000      | Anupap Thiraratsakul     | Jiang Yanmei             | Ge Cheng Tao Xiaoqiang                                    | Sathinee Chankrachangwong Thitikan Duangsiri       | Tao Xiaoqiang Tao Xiaolan                         |
| 2001      | Jason Wong               | Liu Zhen                 | Patapol Ngernsrisuk Khunakorn Sudhisodhi                  | Sathinee Chankrachangwong Sujitra Ekmongkolpaisarn | Sudket Prapakamol Sujitra Ekmongkolpaisarn        |
| 2002      | Allan Tai                | Liu Zhen                 | Hendri Kurniawan Saputra Denny Setiawan                   | Duanganong Aroonkesorn Kunchala Voravichitchaikul  | Panuwat Ngernsrisul Kunchala Voravichitchaikul    |
| 2003      | Boonsak Ponsana          | Salakjit Ponsana         | Patapol Ngernsrisuk Sudket Prapakamol                     | Duanganong Aroonkesorn Salakjit Ponsana            | Songphon Anugritayawon Duanganong Aroonkesorn     |
| 2004      | Lee Yen Hui Kendrick     | Salakjit Ponsana         | Nuttaphon Narkthong Panuwat Ngernsrisul                   | Duanganong Aroonkesorn Kunchala Voravichitchaikul  | Songphon Anugritayawon Duanganong Aroonkesorn     |
| 2005      | Shon Seung-mo            | Molthila Meemeak         | Han Sang-hoon Hwang Ji-man                                | nicht ausgetragen                                  | Songphon Anugritayawon Kunchala Voravichitchaikul |
| 2006      | Tommy Sugiarto           | Soratja Chansrisukot     | Patapol Ngernsrisuk Sudket Prapakamol                     | Duanganong Aroonkesorn Kunchala Voravichitchaikul  | Lingga Lie Yulianti CJ                            |
| 2007      | Poompat Sapkulchananart  | Salakjit Ponsana         | Alroy Tanama Putra Hui Wai Ho                             | Richi Puspita Dili Yulianti CJ                     | Tontowi Ahmad Yulianti CJ                         |
| 2008      | Tanongsak Saensomboonsuk | Porntip Buranaprasertsuk | Fernando Kurniawan Lingga Lie                             | Yukina Oku Megumi Taruno                           | Lingga Lie Keshya Nurvita Hanadia                 |
| 2009      | Tanongsak Saensomboonsuk | Porntip Buranaprasertsuk | Bodin Isara Maneepong Jongjit                             | Porntip Buranaprasertsuk Sapsiree Taerattanachai   | Patipat Chalardchaleam Savitree Amitrapai         |
| 2010      | Ajay Jayaram             | Ratchanok Intanon        | Muhammad Syawal Mohd Ismail Iskandar Zulkarnain Zainuddin | Rodjana Chuthabunditkul Soikhaimuk Hongchookeat    | Patipat Chalardchaleam Savitree Amitrapai         |
| 2011      | Ashton Chen Yong Zhao    | Yuka Kusunose            | Nelson Heg Wei Keat Teo Ee Yi                             | Chayanit Chalardchaleam Pattharaporn Jindapol      | Tan Aik Quan Lai Pei Jing                         |
| 2012      | Soong Joo Ven            | Florah Ng Siew Fong      | Darren Isaac Devadass Tai An Khang                        | Aya Shimozaki Emi Moue                             | Wong Fai Yin Shevon Jemie Lai                     |
| 2013      | Sitthikom Thammasin      | Rawinda Prajongjai       | Wannawat Ampunsuwan Patipat Chalardchaleam                | Lam Narissapat Puttita Supajirakul                 | Patipat Chalardchaleam Jongkolphan Kititharakul   |
| 2014      | Khosit Phetpradab        | Rei Nagata               | Watchara Buranakuea Trawut Potieng                        | Mayu Matsumoto Wakana Nagahara                     | Watchara Buranakuea Phataimas Muenwong            |
| 2015      | Andre Marteen            | Supanida Katethong       | Wannawat Ampunsuwan Tinn Isriyanet                        | Supanida Katethong Panjarat Pransopon              | Parinyawat Thongnuam Phataimas Muenwong           |
| 2016      | Krishna Adi Nugraha      | Dinar Dyah Ayustine      | Danny Bawa Chrisnanta Hendra Wijaya                       | Suci Rizky Andini Yulfira Barkah                   | Terry Hee Tan Wei Han                             |
| 2017      | Pannawit Thongnuam       | Hui Xirui                | Kang Jun Zhang Sijie                                      | Nami Matsuyama Chiharu Shida                       | Wang Sijie Du Peng                                |
| 2018 2024 | nicht ausgetragen        | nicht ausgetragen        | nicht ausgetragen                                         | nicht ausgetragen                                  | nicht ausgetragen                                 |